# Of Darkness...
Of Darkness... debitantski je studijski album švedskog sastava Therion, objavljen u veljači 1991. Sadrži pjesme napisane u ranim godinama sastava, tijekom 1980-ih. Sastav je ovaj album označio kao kraj svoje prve ere.
Album je ponovno objavila 27. studenoga 2000. diskografska kuća Nuclear Blast kao dio box-seta The Early Chapters of Revelation. Sadrži remasterirane pjesme i četiri bonus pjesme.

## Snimanje i produkcija
Nakon izdavanja EP-ova Time Shall Tell 1990., Therion je privukao pozornost britanske diskografske kuće Deaf Records, podružnice Peaceville Recordsa, i potpisao prvi ugovor s sastavom. Of Darkness... snimljen je u švedskom studiju Sunlight u Stockholmu od kolovoza do rujna 1990. i objavljen je u veljači 1991. Početna postava nije mijenjana od zadnjeg izdanja. Album su producirali Tomas Skogsberg i sam sastav.
Naslovna pjesma i pjesma "Dark Eternity" nisu korištene sa snimanja, već su umjesto toga preuzete s izdanja EP-a iz 1990.

## Pjesme, teme teksta i uzori
Of Darkness... sadrži pjesme koje je Christofer Johnsson napisao od 1987. do 1989., od kojih su mnoge bile dostupne na demoalbumima sastava. Glazbeno, Of Darkness... bi se mogla opisati kao tipično death metal izdanje, iako su vidljivi i elemente thrash metala.
Za razliku od kasnijih albuma, tekstovi mnogih pjesama na albumu fokusirani su na politička i društvena pitanja.
Reizdanje albuma iz 2000. sadrži originalne remasterirane pjesme i četiri dodatne pjesme. Dvije od njih su verzije iz 1990. s EP-a Time Shall Tell. Druge dvije su neobjavljene verzije sa snimke Of Darkness....

## Popis pjesama
Tekstovi i glazba: Christofer Johnsson. 
| 1. | »The Return«           | 5:15 |
| 2. | »Asphyxiate with Fear« | 4:01 |
| 3. | »Morbid Reality«       | 6:05 |
| 4. | »Megalomaniac«         | 4:11 |

| Strana B | Strana B           | Strana B | Strana B | Strana B | Strana B | Strana B | Strana B | Strana B | Strana B |
| Br.      | Skladba            | Trajanje |          |          |          |          |          |          |          |
| -------- | ------------------ | -------- | -------- | -------- | -------- | -------- | -------- | -------- | -------- |
| 5.       | »A Suburb to Hell« | 4:48     |          |          |          |          |          |          |          |
| 6.       | »Genocidal Raids«  | 5:15     |          |          |          |          |          |          |          |
| 7.       | »Time Shall Tell«  | 5:08     |          |          |          |          |          |          |          |
| 8.       | »Dark Eternity«    | 4:46     |          |          |          |          |          |          |          |
| 39:29    |                    |          |          |          |          |          |          |          |          |

| Bonus pjesme na reizdanju iz 2000. | Bonus pjesme na reizdanju iz 2000. | Bonus pjesme na reizdanju iz 2000. | Bonus pjesme na reizdanju iz 2000. | Bonus pjesme na reizdanju iz 2000. | Bonus pjesme na reizdanju iz 2000. | Bonus pjesme na reizdanju iz 2000. | Bonus pjesme na reizdanju iz 2000. | Bonus pjesme na reizdanju iz 2000. | Bonus pjesme na reizdanju iz 2000. |
| Br.                                | Skladba                            | Trajanje                           |                                    |                                    |                                    |                                    |                                    |                                    |                                    |
| ---------------------------------- | ---------------------------------- | ---------------------------------- | ---------------------------------- | ---------------------------------- | ---------------------------------- | ---------------------------------- | ---------------------------------- | ---------------------------------- | ---------------------------------- |
| 9.                                 | »A Suburb to Hell« (demo)          | 5:19                               |                                    |                                    |                                    |                                    |                                    |                                    |                                    |
| 10.                                | »Asphyxiate with Fear« (demo)      | 4:41                               |                                    |                                    |                                    |                                    |                                    |                                    |                                    |
| 11.                                | »Time Shall Tell« (demo)           | 4:06                               |                                    |                                    |                                    |                                    |                                    |                                    |                                    |
| 12.                                | »Dark Eternity« (demo)             | 4:19                               |                                    |                                    |                                    |                                    |                                    |                                    |                                    |
| 57:54                              |                                    |                                    |                                    |                                    |                                    |                                    |                                    |                                    |                                    |

## Recenzije
Recenzije albuma bile su mješovite. Of Darkness... dobio je srednju ocjenu 2,5 od 5 zvjezdica na Allmusicu s pjesmama "Morbid Reality" i "Megalomania" koje je odabralo njegovo osoblje, i 3,02 od 5 na Rate Your Musicu, čime drži samo 925. mjesto na ljestvici iz 1991.

## Zasluge
| Therion - Christofer Johnsson – vokal, ritam gitara - Peter Hansson – solo-gitara - Oskar Forss – bubnjevi - Erik Gustafsson – bas-gitara | Ostalo osoblje - Johan Losand – unutarnija naslovnica - Tomas Skogsberg – inženjer zvuka, produkcija - Gary Querns – grafički dizajn - Mats Lindbom – fotografije |